# Cicindela columbica
Cicindela columbica é uma espécie de escaravelho da família Cicindelidae.
É endémica dos Estados Unidos da América.